# 980 هـ
980 هـ هي سنة في التقويم الهجري امتدت مقابلةً في التقويم الميلادي بين سنتي 1572 و1573.

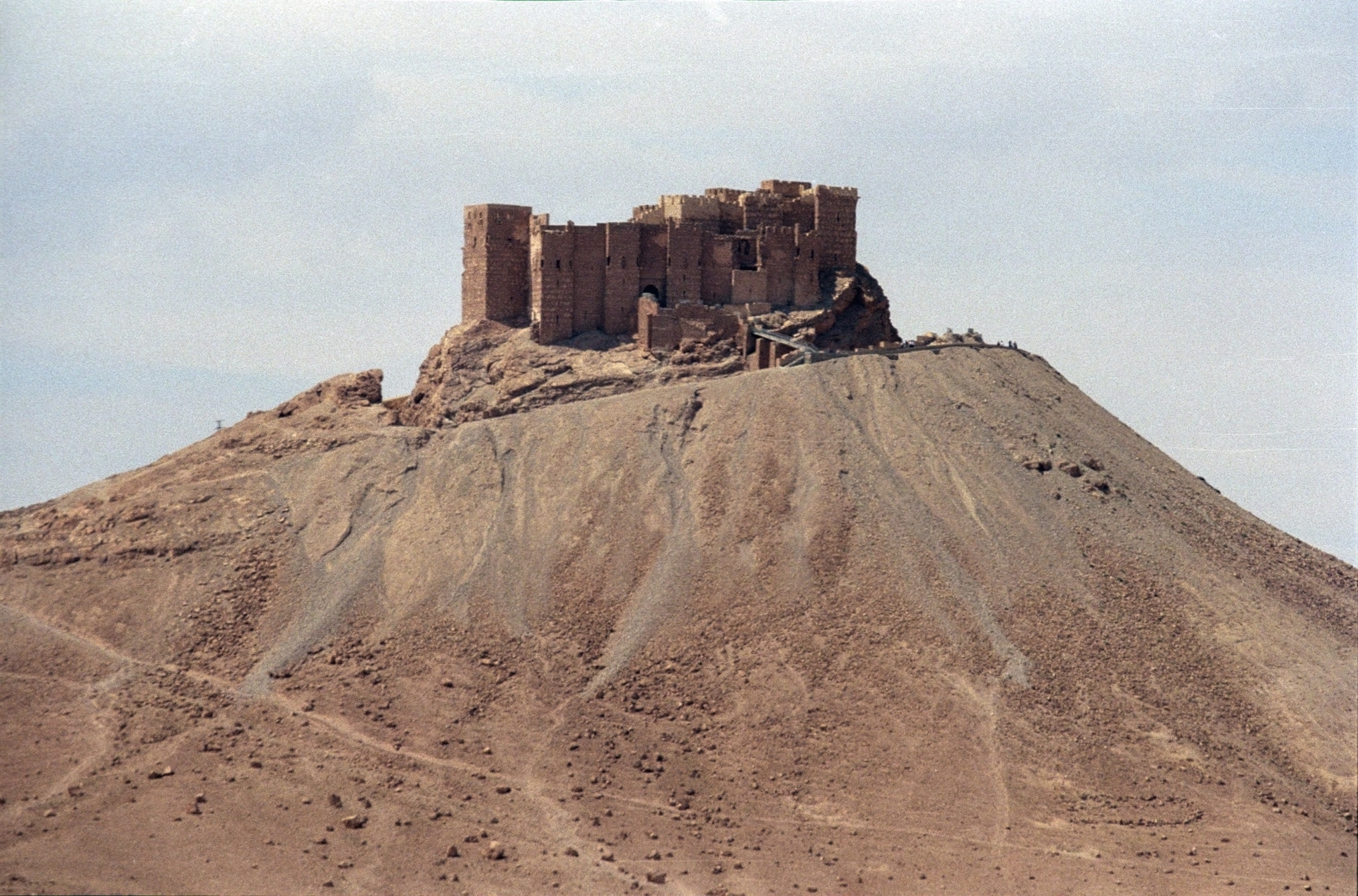
قلعة المعنيين

## مواليد
- محمد بن أحمد العياشي، مجاهد مغربي.
- إبراهيم شريفي الكرماني
- فخر الدين المعني الثاني

## جمادى الأولى
- 9 جمادى الأولى - صدر الدين الشيرازي عالم وإلهياتي شيعي إيراني وفيلسوف من مدرسة الحكمة المتعالية.

## وفيات
- ضياء الدين الوتري